# Francisco Durán
Pour les articles homonymes, voir Duran.
Francisco Durán Fernández est né en 1982 à Concepción dans le sud du Chili. Second chanteur, claviériste et guitariste du groupe Los Bunkers, il joue aussi de l'harmonica. Il fait souvent les chœurs avec son frère ainé Mauricio Durán lui aussi membre du groupe. 